# خام (فیلم)
خام (به فرانسوی: Grave) فیلمی فرانسوی-بلژیکی محصول سال ۲۰۱۶ در ژانر ترسناک است. نویسنده و کارگردان این فیلم ژولیا دوکورنو است که این اولین ساخته بلند او می باشد.
این فیلم در سال ۲۰۱۶ برنده دوربین طلایی جشنواره کن شد.

## بازیگران
- گرونس ماریلیه در نقش جاستین
- الا رامپف در نقش الکسیا
- رباح نایت اوفلا در نقش ادرین
- لوران لوکا در نقش پدر
- ژوانا پرس در نقش مادر
- بولی لنر در نقش راننده
- ماریون ورنو در نقش پرستار
- ژان لویی اسبیل در نقش استاد